# سرية (وحدة عسكرية)
السرية هي وحدة عسكرية مشكلة من 3 إلى 5 فصائل ويتراوح عدد أفرادها من 62 إلى 190 فرد ويقودها عادة ضابط برتبة نقيب.
يستخدم اصطلاح سرية في التشكيلات البرية بينما يستخدم مصطلح (كوكبة) بدلاً من السرية في تشكيلات الفرسان ومصطلح (بطارية) في تشكيلات المدفعية. تتكون معظم السرايا من ثلاث إلى سبع فصائل، على الرغم من أن العدد الدقيق قد يختلف حسب البلد ونوع الوحدة والهيكل.
عادةً ما يتم تجميع عِدة سرايا في كتيبة أو فوج، ويتكون الأخير أحيانًا من عدة كتائب. في بعض الأحيان، يتم تنظيم سرايا (مستقلة) أو (منفصلة) لأغراض خاصة، مثل سرية الاستطلاع. هذه السرايا ليست جزء من كتيبة أو فوج، ولكنها تقدم تقاريرها مباشرة إلى قيادة أعلى (مثل قيادة على مستوى فيلق).
| الرقم  | الوحدة                   | وحدة جيش                       | القائد             | تكوين الوحدة                                                    | عدد أفرادها                 |
| ------ | ------------------------ | ------------------------------ | ------------------ | --------------------------------------------------------------- | --------------------------- |
| Ø      | قسم                      | N/A                            | جندي أول إلى عريف  | قسم مشاة صغير                                                   | 2 إلى 4                     |
| •      | جماعة أو طاقم            | 2+ fireteams or 1+ cell        | عريف إلى رقيب      | قسم مشاة صغير                                                   | من 8 إلى 12                 |
| ••     | حظيرة                    | SQUAD , CREW , PATROL ,SECTION | رقيب إلى مساعد أول | قسم مشاة صغير                                                   | من 8 إلى 12                 |
| •••    | فصيلة                    | PLATOON , TROOP                | ملازم إلى نقيب     | من 2+ جماعات-حظائر                                              | من 26 إلى 55                |
| I      | سرية                     | COMPANY                        | نقيب إلى رائد      | من 2 إلى 8 فصائل                                                | من 80 إلى 255               |
| II     | كتيبة                    | BATTALION                      | رائد إلى عقيد      | من 2 إلى 6 سرايا                                                | من 300 إلى 1,300            |
| III    | فوج                      | Regiment                       | مقدم إلى عميد      | 2+ كتيبة                                                        | من 1,000 إلى 3,000          |
| X      | لواء                     | BRIGADE                        | عقيد إلى عميد      | من 3 - 6 كتائب                                                  | من 3,000 إلى 5,000          |
| XX     | فرقة                     | DIVISION                       | عميد أو لواء       | من 2 إلى 4 ألوية                                                | من 10,000 إلى 30,000        |
| XXX    | فيلق                     | CORPS                          | لواء أو فريق       | من 2+ فرق                                                       | من 40,000 إلى 80,000        |
| XXXX   | جيش                      | FIELD ARMY                     | فريق أو فريق أول   | من 2 - 4 فيالق                                                  | من 100,000 إلى 200,000      |
| XXXXX  | مجموعة جيوش ، جبهة حربية | ARMY GROUP , FRONT             | فريق أول أو مشير   | من جيشين أو أكثر وما يلحق بهما من طيران أو بحرية أو قوات صواريخ | من 400,000 إلى 1,000,000    |
| XXXXXX | مسرح حرب ، منطقة عسكرية  | COMMAND                        | فريق أول أو مشير   | من أربع مجموعة جيوش                                             | من 1,000,000 إلى 10,000,000 |

| التسلسل الهرمي للجيش | التسلسل في حجم وحدات الجيش | سرية آلية سوفيتية من عام 1980 |